# Варяжский переулок
Варяжский переу́лок (укр. Варязький прову́лок) — переулок в Шевченковском районе города Киева, местность Кудрявец. Пролегает от улицы Сечевых Стрельцов до Покровского монастыря.

## История
Переулок возник в середине XIX века. До 1938 года переулок имел название Диони́совский, вероятно, от Дионисовской домашней церкви Великой княгини Александры Петровны Романовой — основательницы Покровского монастыря. По городскому расписанию принадлежал до 4-му разряду. В 1914 году переведён сразу в 1-й разряд.  
Переименование в честь психиатра В. М. Бехтерева произошло в 1939 году (повторные переименования происходили в 1944 и 1952 годах) 
Современное название в честь скандинавских воинов, возникшее на Руси в среде скандинавов-наемников в конце IX — начале X века Варягов — с сентября 2024 года.

## Застройка
Из старинных сооружений сохранились капитальные здания конца XIX — начала XX века; современная застройка в большой степени учитывает историческую среду.
Дом № 13-А — бывший доходный дом Покровского монастыря. Построено в 1913 году, архитектор — Евгений Ермаков. Тот же архитектор построил и приют для паломников монастыря — дом № 12 (1912—1913 гг.).
В здании № 15 по Дионисовскому переулку было расположено студенческое общежитие педагогического техникума, но там проживали студенты и из других заведений. Теперь там восстановлен Свято-Покровский женский монастырь.

## Выдающиеся личности, связанные с переулком
В доме № 3-А жил писатель Ю. В. Заруба, в доме № 8 (не сохранилось) — писатель И. С. Нечуй-Левицкий. В доме № 5 проживал академик живописи В. К. Менк, а в доме № 6 — ещё один художник А. Е. Рокачевский. В 1906—1908 годах в доме № 4 (не сохранилось) проживала семья писателя М. А. Булгакова. В доме № 13 проживал Вилен Абрамович Барабой — специалист в области экспериментальной онкологии, доктор медицинских наук, профессор.